# Luka Bukić
Luka Bukić (ur. 30 kwietnia 1994) – chorwacki piłkarz wodny. Srebrny medalista olimpijski z Rio de Janeiro.
Zawody w 2016 były jego pierwszymi igrzyskami olimpijskimi. W 2013 zdobył brązowy medal mistrzostw świata, w 2015 srebro tej imprezy. Jego ojciec Perica również był waterpolistą i w swej karierze zdobył m.in. trzy medale olimpijskie.